# Paul Van Aerschodt
 (août 2016).
Paul Jean Léon Van Aerschodt, Juan Pablo Simons dans la clandestinité, né à Houdeng-Aimeries, le 18 décembre 1922 et décédé à San Sebastian le 6 octobre 2011, est un collaborateur belge du nazisme qui fut condamné à mort par contumace en avril 1946 par le tribunal de guerre de Charleroi. La sentence devait être exécutée à Charleroi. Ayant pris la fuite, en Espagne puis en Bolivie, on le crut mort avant de retrouver sa trace et de procéder à son arrestation le 28 octobre 2008. Sa peine étant prescrite depuis 1976, il fut relaxé et regagna l'Espagne où il mourut le 6 octobre 2011,,.

## Biographie
Paul Van Aerschodt nait à Houdeng-Aimeries en 1922. Son dernier domicile connu en 1945 est celui où il est né, rue Boël (actuellement rue Victor Juste) dans cette localité. Issu d'une famille de carillonneurs flamands, la famille Van Aerschodt est venue s'installer en Wallonie. Les parents, catholiques, sont tous deux professeurs.  Adolescent, il fréquente la Jeunesse étudiante chrétienne et subit l'influence de son aumônier, Louis Dumoulin, rexiste convaincu. Il côtoiera ainsi la Hitlerjugend et apprendra l'allemand. « Ce fut mon seul camp des Hitlerjugend. Il a duré quinze jours. C’était près d’Ulm. J’en suis revenu avec un Mein Kampf dédicacé par Baldur von Schirach ». Au collège Saint-Joseph de La Louvière où il termine ses humanités, il dénonce son professeur d'ajustage, monsieur Mathieu, à la kommandantur de Mons pour les propos politiques et patriotes qu'il tient en classe. Inquiété, il ne sera toutefois pas arrêté.

### Son action durant la guerre
Durant la Seconde Guerre mondiale, de février 1941 à fin août 1944, il collabore activement avec les nazis en dénonçant les réfractaires au Service du travail obligatoire. Agent administratif de la Werbestelle, il avait pour mission de dresser les listes, au départ des registres civils, des travailleurs répondant aux conditions du travail obligatoire. Directement accrédité par les autorités allemandes, il se présentait dans les différentes administrations communales du Hainaut et d'une partie du Brabant wallon.

### Son procès
Il était le premier des prévenus de ce que la presse avait appelé de «procès de la werbestelle» de La Louvière. Le chef d'accusation était d'avoir "volontairement et en connaissance de cause participé au fonctionnement d’un organisme ennemi destiné à recruter la main-d’œuvre nécessaire au Reich". Lors du verdict, le 18 avril 1946, sur les 27 personnes responsables de la déportation de 2 500 personnes et de la mort de 20 compatriotes qui furent jugées, sept, dont Van Aerschodt, furent condamnées à mort. Il fut également condamné à verser à l'État belge 500 000 francs belges à titre de dommages et intérêts. En outre, le 20 mars 1947, il fut déchu de sa nationalité belge. Incarcéré dans la prison annexe de Charleroi, il parvint néanmoins à s'évader pour l'Espagne la nuit du 28 au 29 janvier 1945. Il y fut repris une seconde fois et transféré au camp pour étranger de Miranda del Ebro. Absent lors de son procès, réputé "fugitif et latitant", il fut donc condamné à mort par contumace en avril 1946. La sentence fut confirmée en 1947.

### Son exil en Amérique latine puis en Espagne
En Espagne, il épouse une Bolivienne, dont il a en tout cinq enfants. En 1947, grâce à ses appuis franquistes et celui d'un évêque, il prend la fausse identité de Juan Pablo Simons et obtient un visa pour la Bolivie via l'Argentine où la famille s'installe, échappant ainsi définitivement à l'exécution de sa sentence. Vivants à La Paz, ils tiennent un restaurant : le Corso. Il déclare plus tard qu'il a rencontré  Martin Bormann et Klaus Barbie qui fréquentaient son établissement situé dans le quartier Florida. Il prétend avoir rencontré à quatre reprises Martin Bormann en 1960, y compris dans sa villa. Celui-ci se faisait appeler « Augustin von Lanbach » et portait la soutane des pères rédemptoristes.
En 1957, il rencontre sa mère en France, dans une localité proche de la frontière belge. En 1964, il regagne l'Espagne et s'établit à San Sebastian. De 1969 au 31 décembre 1976, malgré ses condamnations, il travaille pour les Nations unies au BIT. Il est ainsi photographié aux côtés de Kurt Waldheim. En tant qu'expert en tourisme, il effectue différentes missions pour le BIT et voyage ainsi à Chypre, en Roumanie, en Afghanistan et en Allemagne de l'Est. Engagé sous un faux nom, Paul Jean Léon Simons de Aerschot, les Nations unies ignorent tout de son passé de collaborateur.
Van Aerschodt évite toujours soigneusement le territoire belge, même après la prescription survenue en 1976. Il ne revient en Belgique qu'en 2002. Le 17 janvier 2002, tandis que la Belgique le croit mort depuis vingt ans sur base d'un faux certificat de décès produit par une instance bolivienne, l'attention d'un ancien résistant consulté pour ses connaissances juridiques est attirée par une vente concernant la sœur de Van Aerschodt, et où il est également question d'un frère, Juan Pablo Simons. S'ensuit une traque de six années et demi menée par une fraternelle d'anciens résistants issus de la RUSRA. La quête conduit à son arrestation musclée, par la Sûreté de l'État belge, le 28 octobre 2008.

### Circonstances de son arrestation
Tout le temps de son exil, Paul Van Aerschodt est resté en contact avec sa sœur. Ne faisant pas confiance aux banques, elle et son mari avaient amassé leurs économies dans une valise, soit 832 000 euros. Au décès de son beau-frère, le 24 octobre 2008, « Van Aerschodt a su alors que le moment était enfin arrivé de rafler la valise à sa sœur, et ses 832 000 euros. » La section anti-terroriste de la police judiciaire de Liège l’interpelle lors de sa venue en Belgique, quatre jours plus tard. Il est arrêté en rue à Overijse par trois hommes en civil qui le jettent sans ménagement dans un véhicule, et l'emmènent au palais de justice de Bruxelles où il est attendu par le magistrat Van Leeuw. Sa peine étant prescrite depuis 1976, il est relaxé et regagne l'Espagne où il décède le 6 octobre 2011,,.

### Dernier témoignage
Un journaliste de la Dernière heure, Gilbert Dupont, recueille son témoignage quelques mois avant sa mort. Paul Van Aerschodt, depuis son domicile de San Sebastian, revient sur son passé de collaborateur : « Oui, j'étais un collabo, et alors ? … Il fallait bien que je fasse quelque chose. Je n’allais pas vendre des chaussures quand même ? » Il minimise son action et n’était, à l'entendre, qu’un « simple maillon administratif sans pouvoir exécutif » et que par son action, il aurait sauvé de nombreuses personnes de la déportation. Sans exprimer de remords, il parle de « faux-pas », « d'erreur d'aiguillage », « d'orientation ».